# Plakat propagandowy

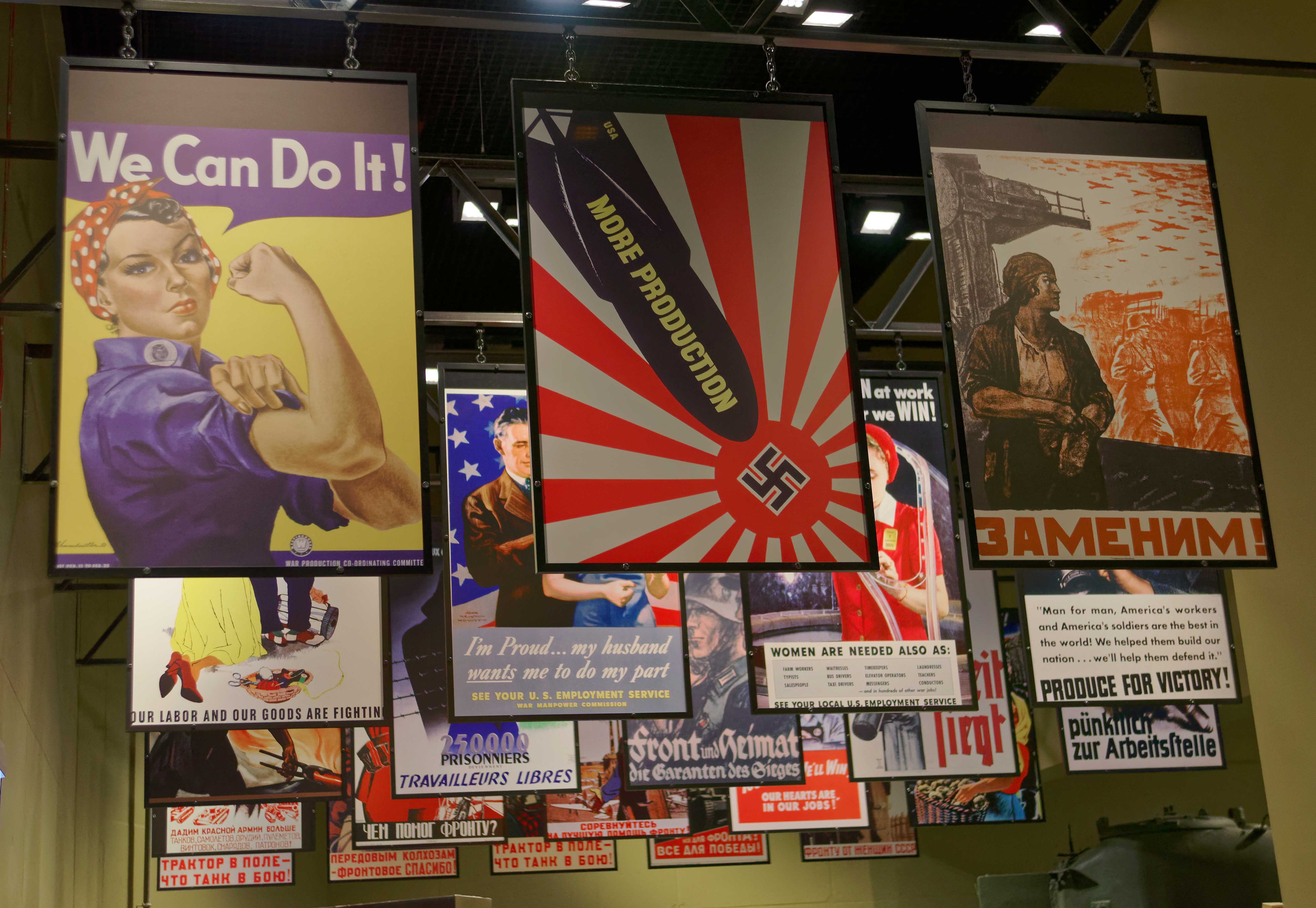
Plakaty propagandowe przedstawione w Muzeum II Wojny Światowej w Gdańsku, 2022r.

Plakat propagandowy – rodzaj plakatu, stanowiący jeden z sposobów przedstawienia propagandy, którego głównym celem jest wywieranie wpływu na opinię publiczną, postawy lub zachowania ludzi poprzez przekaz ideologiczny, polityczny, społeczny lub wojenny. Tego typu plakaty często są używane przez rządy, partie polityczne, organizacje społeczne lub wojskowe do:
- mobilizacji społeczeństwa (np. wyboru, głosowania, walki, pracy)
- kształtowania danych podstaw (np. patriotycznych; nienawiści, walki z wrogiem)
- budowania wizerunku
- dyskredytowania przeciwników

## Cechy plakatu propagandowego

### Hasła
Plakat propagandowy cechuje się silnymi, barwnymi hasłami (np. Ojczyzna wzywa!), które mają wywołać w odbiorcy dane emocje - strach, motywację, złość, lub dumę, oraz które, dla odbiorcy mają być proste i zrozumiałe, przyjemne dla przyswojenia. Często hasłami, mogą być dewizy, motta, albo wypowiedzi polityków, pisarzy, lub innych znaczących postaci, w tym ważnych autorytetów. 

### Ludzie
- tłum - niepowstrzymalna siła
- kobieta z flagą - przedstawicielka narodowości
- kobieta z wagą - sprawiedliwość
- dziecko - niewinność
- samuraj - Japonia
- Wujek Sam - Stany Zjednoczone

#### Postacie
Często w plakatach propangadowych pojawiają się silne postaci: bohaterowie narodowi, robotnicy, matki, żołnierze, często idealizowane np. pracownicy, żołnierze, matki są ukazywane jako piękne, silne, wzorowe – mają inspirować odbiorcę, a także przedstawienie wroga przedstawiony w karykaturalny, lub stereotypowy sposób. Wróg jest przedstawiany jako zagrożenie, często w sposób przesadzony i negatywny – potwór, szpieg, brutal.  
| Przedstawiana narodowość | Niemcy                    | Żydzi                     | Australijczycy                   | Polacy            | Japończycy                                     |
| ------------------------ | ------------------------- | ------------------------- | -------------------------------- | ----------------- | ---------------------------------------------- |
| Przykładowe zdjęcie      |                           |                           |                                  |                   |                                                |
| Cechy przesadzone        | Pickelhauba ciało goryla. | duży nos, często jarmułka | kpelusz "slouch" i kolorze khaki | szlachic z szablą | szeroki uśmiech i szerokie zęby często okulary |

### Barwy i rysunek
Tego typu plakaty, często są graficznie proste, ale wyraziste. Barwy intensywne i nasycone, w polskich plakatach, często występują barwy białe i czerwone. W plakatach propagandowych rysowano głównie z użyciem grubego konturu, które często mają wyraziste od tła kształty. 

## Przedstawienie Polski i Polaków w plakatach propagandowych

### Niemcy
Na plakacie propagandowym (po prawo) Polacy są przedstawieni w sposób negatywny i agresywny. Obraz nawiązuje do bajki o Czerwonym Kapturku – dziewczynka niesie koszyk z napisem „Schlesien” (Śląsk), co symbolizuje niemieckie roszczenia do tego regionu. Dziewczynka jest przedstawiona jako niewinna i bezbronna, uosabiając Niemcy lub niemieckie społeczeństwo.
Z kolei czerwony wilk, który ją atakuje, ma na boku biały orzeł – symbol Polski. To wyraźne przedstawienie Polaka jako dzikiego, groźnego i agresywnego napastnika, który próbuje odebrać coś, co niemiecka strona uważa za swoje. Tekst wiersza po niemiecku brzmi: „Czy mój koszyczek masz na myśli? Tam jest moje kochane Śląsk w środku! Nierozerwalnie zawsze ze mną pozostaje, Bo u Ciebie byłoby pusto i dziko.” Wiersz ten emocjonalnie wyraża niemiecką perspektywę, że Śląsk należy do Niemiec i jest dla nich „niezbywalny”, a oddanie go Polsce (tu przedstawionej jako dziki wilk) grozi „dzikością i pustką”. Całość jest nacechowana silnym ładunkiem propagandowym.
To przykład propagandy niemieckiej z okresu międzywojennego, która miała na celu zniechęcenie do polskich roszczeń terytorialnych i wywołanie negatywnych emocji wobec Polski i Polaków.

### Państwa Zachodu i Alianci
Na plakatach propagandowych tworzonych przez Wielką Brytanię, USA i Kanadę w czasie II wojny światowej, Polacy byli najczęściej przedstawiani w bardzo pozytywnym świetle — jako bohaterscy sojusznicy, dzielni żołnierze, oraz lojalni partnerzy w walce z faszyzmem.
W serii plakatów: "Polish Air Force – hand in hand with U.S.A." (Polskie siły powietrzne ramię, w ramię z USA),  "Polish Navy – hand in hand with Britain" (Polskie marynarka ramię, w ramię z Wielką Brytanią) i  "Polish Army – hand in hand with Canada" (Polska armia ramię, w ramię z USA), możemy zauważyć, że centralną postacią jest uśmiechnięty, pewny siebie polski pilot w mundurze – symbol odwagi, kompetencji i przyjaźni. Stanowi przekaz dla społeczeństw alianckich: „Polacy są naszymi równorzędnymi sojusznikami”. Uścisk dłoni na tle flag powyższych państw i Polski to uniwersalny znak zgody i solidarności. Ma pokazać, że oba narody walczą ramię w ramię – dosłownie „hand in hand” i podkreśla wspólny front przeciwko wspólnemu wrogowi. Kolorystyka (czerwień, biel, niebieski) odwołuje się do barw narodowych tych państw i Polski, wzmacniając efekt jedności. W przeciwieństwie do plakatów radzieckich czy niemieckich, gdzie Polacy bywali pokazywani stereotypowo lub pogardliwie, tutaj mamy pełen szacunek i afirmację. Plakat powstał dla Polskich Sił Zbrojnych na Zachodzie, więc pełnił także rolę motywacyjną i integracyjną. 
Polska została przedstawiona jako:
- Jako bohaterów walki powietrznej (np. Dywizjon 303),
- Jako ofiary agresji niemieckiej i sowieckiej – potrzebujące pomocy,
- Jako niezłomnych sojuszników walczących mimo utraty ojczyzny,
- Jako lud walczący o wolność całej Europy, nie tylko własną.

### Białoruś
Poniższy białoruski plakat propagandowy nawiązuje do traktatu ryskiego z 1921 roku, który zakończył wojnę polsko-bolszewicką i podzielił ziemie białoruskie między II Rzeczpospolitą a Rosję Radziecką. Plakat krytykuje ten podział jako niesprawiedliwy i szkodliwy dla Białorusinów. Plakat  przedstawia mapę Białorusi rozerwana na pół – przez dwóch brutalnych potworów: po lewej stronie: Polak w czapce maciejówce, przedstawiony jako zachłanny i agresywny, gryzie lub szarpie zachodnią część Białorusi, a po prawej stronie: Rosjanin (Sowiet) w czapce uszatce, z karykaturalną twarzą, który trzyma i rozdziera wschodnią część.
Nad nimi hasło: „Precz z haniebnym ryskim podziałem!” (cyrylicą: „Далой ганебны Рыжскі падзел!”). Na dole: „Niech żyje wolna, niepodzielna, chłopska Białoruś!”
Polacy są przedstawieni, jako zaborcy, którzy zagrabili zachodnią Białoruś. Jest to karykaturalna, negatywna postać – symbolizuje imperializm polski i przemoc wobec Białorusinów. Plakat wyraża silną niechęć i opór wobec polskiej władzy na tych terenach. Jednakże, bolszewicy, są również przedstawieni negatywnie – jako ci, którzy rozerwali kraj zamiast go bronić. Mimo że plakat mógł powstać w kręgach związanych z rewolucją, to krytyka Sowietów jest wyraźna – jako druga siła okupacyjna.
Plakat pochodzi z kręgów białoruskich narodowo-niepodległościowych. Wyraża sprzeciw wobec podziału terytorium Białorusi między dwa obce mocarstwa. Promuje ideę niezależnego państwa białoruskiego, rządzonego przez chłopów („селянская Беларусь”). Plakat ten to rzadki przykład białoruskiej perspektywy z lat 20. XX wieku. Pokazuje, jak zarówno Polska, jak i Rosja były postrzegane przez część Białorusinów jako agresorzy, którzy nie pozwolili na powstanie suwerennej Białorusi.

### Polska[1]
Polska w polskich plakatach propagandowych jest przedstawiany jako obrońca cywilizacji. Plakaty często ukazywały Polskę jako bastion chrześcijaństwa i europejskiej kultury, szczególnie w kontekście wojny z bolszewikami (1920). Często przedstawiani symbolicznie są wrogowie - tacy jak Niemcy, lub Sowieci jako zagrożenia zewnętrzne (np. czerwony smok, czarna ręka, wilk). Śląsk, Pomorze, Wielkopolska są reprezentowane jako „odzyskane dzieci”, wracające na łono ojczyzny (np. plakaty plebiscytowe z Górnego Śląska). 
W plakatach z czasów II wojny światowej Polska to ofiara i bohater – Plakaty tworzone przez rząd na uchodźstwie czy Armię Krajową ukazywały Polskę jako zdradzoną, bohaterską i niezłomną.

W czasach PRL-u, Polska była przedstawicielem budowniczego socjalizmu – Ukazywano ją jako silną kobietę lub robotnika budującego lepszą przyszłość. Kapitalizm, Zachód, to imperialiści, sabotażyści, szpiedzy i bogacze, dążący do zniszczenia pokoju na świecie. Polska była przedstawiana jako „wyzwolicielka” zachodnich i północnych terenów, które były „od zawsze polskie”.

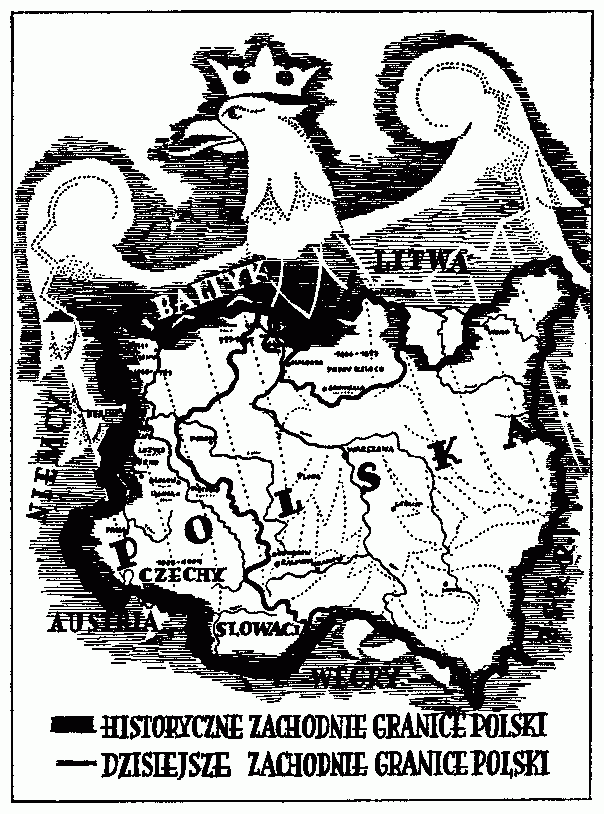
Plakat ten stanowi przykład polskiej propagandy granicznej, z okresu międzywojennego (o czym świadczą granice II Rzeczypospolitej określonej wówczas jako obecne). Przedstawia mapę Polski ujętą w symboliczną formę orła białego w koronie, który otacza granice kraju – podkreślając suwerenność, dumę narodową i historyczne prawa Polski do określonych terytoriów. Ma uzmysłowić Polakom utratę Pomorza Zachodniego, Śląska, Prus Wschodnich, a także Moraw, czy Słowacji - które były ziemiami Piastów.
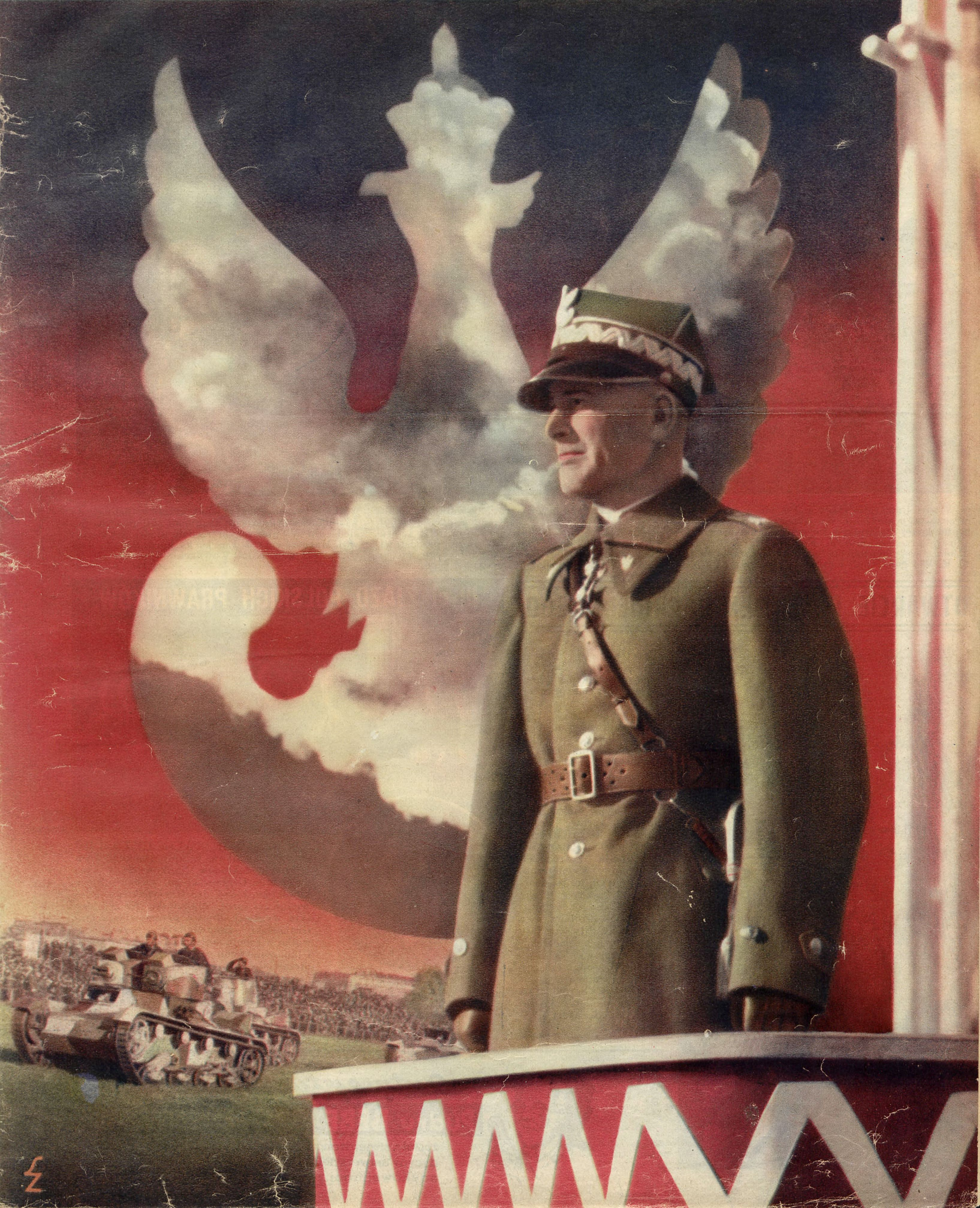
Ten plakat to przykład propagandy sanacyjnej z okresu II Rzeczypospolitej, z lat 30. XX wieku. Przedstawia on marszałka Edwarda Rydza-Śmigłego, jednego z najważniejszych dowódców wojskowych tamtego okresu, na tle potężnego wizerunku orła białego – symbolu państwowości polskiej. Plakat ma budować autorytet Rydza-Śmigłego, zaufanie do wojska polskiego i siły państwa, dumę narodową, a także podtrzymanie kultu wodza, który sanacja chciała podtrzymać po śmierci Józefa Piłsudskiego. Marszałek Edward Rydz-Śmigły jest przedstawiony w mundurze, dumnie patrzący w przyszłość i symbolizuje siłę wojska. Orzeł Polski układający się w kształt chmur, jest potężny, monumentalny i mistyczny - ma wywoływać silne emocje patriotyczne. Czołgi i wojsko w tle ukazują modernizacje armii i jedność społeczeństwa pod dowództwem silnego wodza.
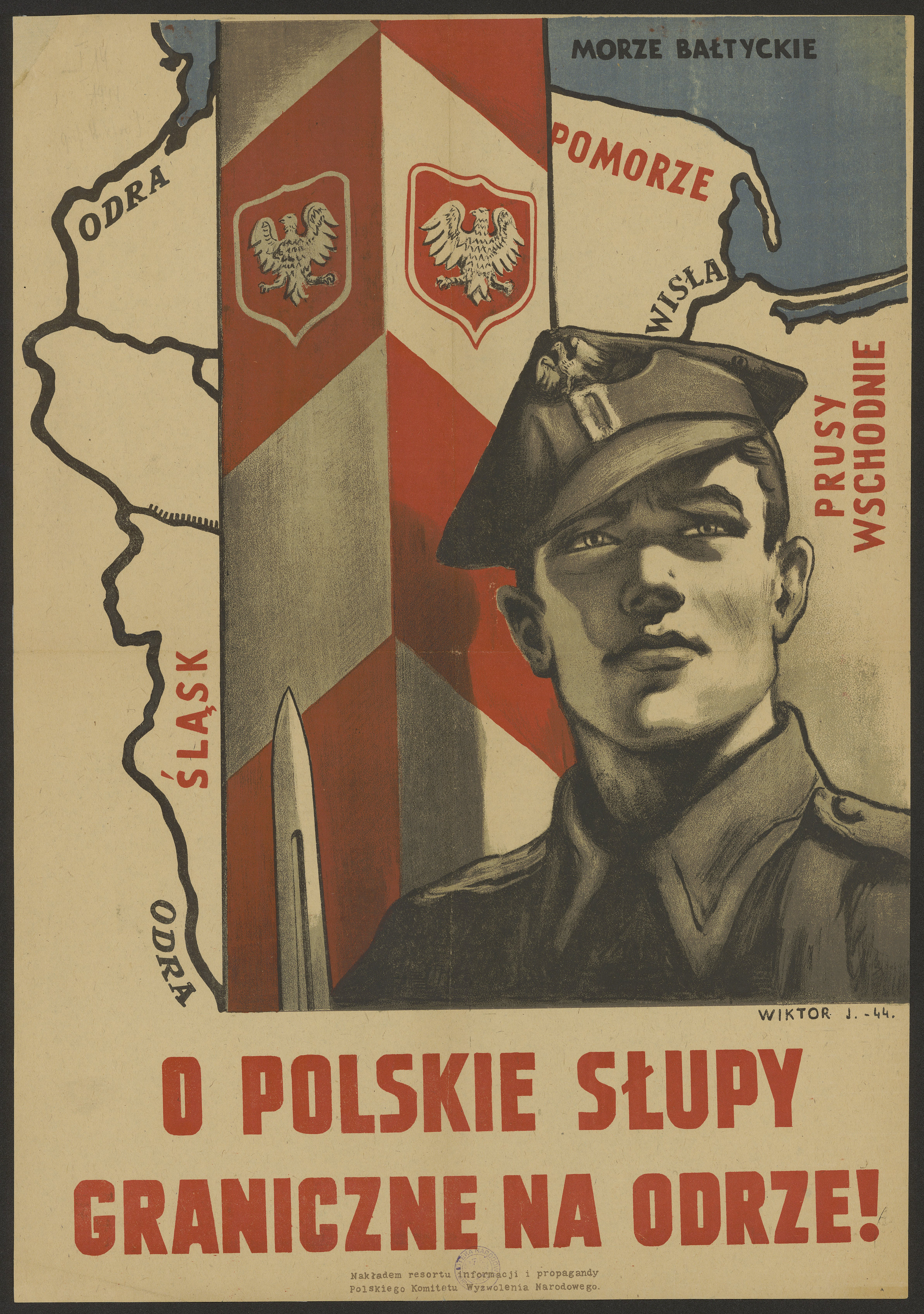
Przedstawiony plakat: "O polskie słupy, graniczne na Odrze!" stanowi przykład propagandy powojennej z czasów PRL, mającej na celu uzasadnienie przyłączenie do Polski tzw. Ziem Odzyskanych – czyli terenów na zachodzie Polski, które po II wojnie światowej zostały włączone do państwa polskiego. Polski żołnierz dodaje dumy i powagi, a słup graniczny, obok niego, oznacza powiększenie i powrót do historycznych granic.
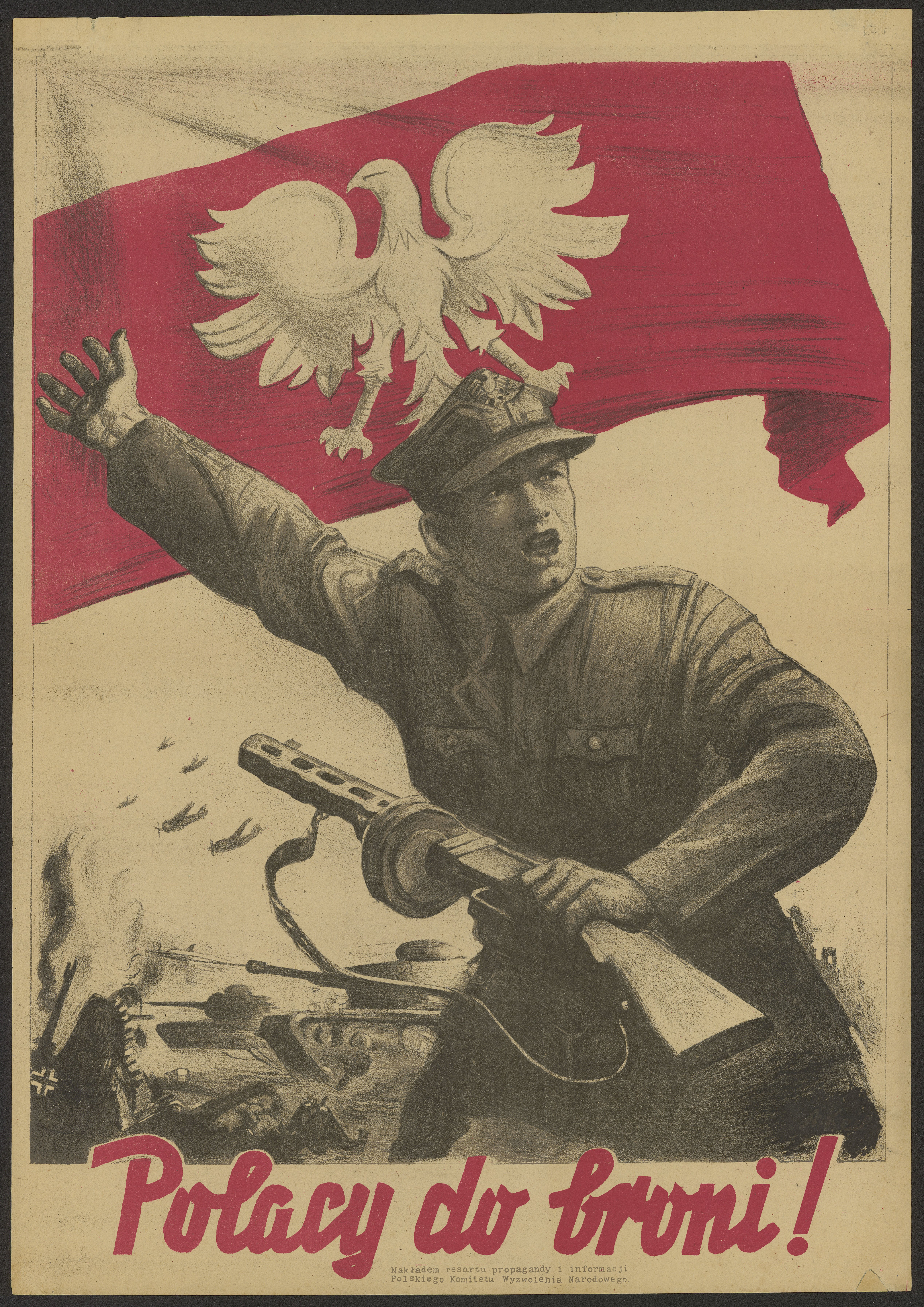
Plakat nawiązuje do sytuacji Polaków z czasów II wojny światowej i nawołuje do zbrojnego wystąpienia w stronach demokratycznych o wolną Polskę.
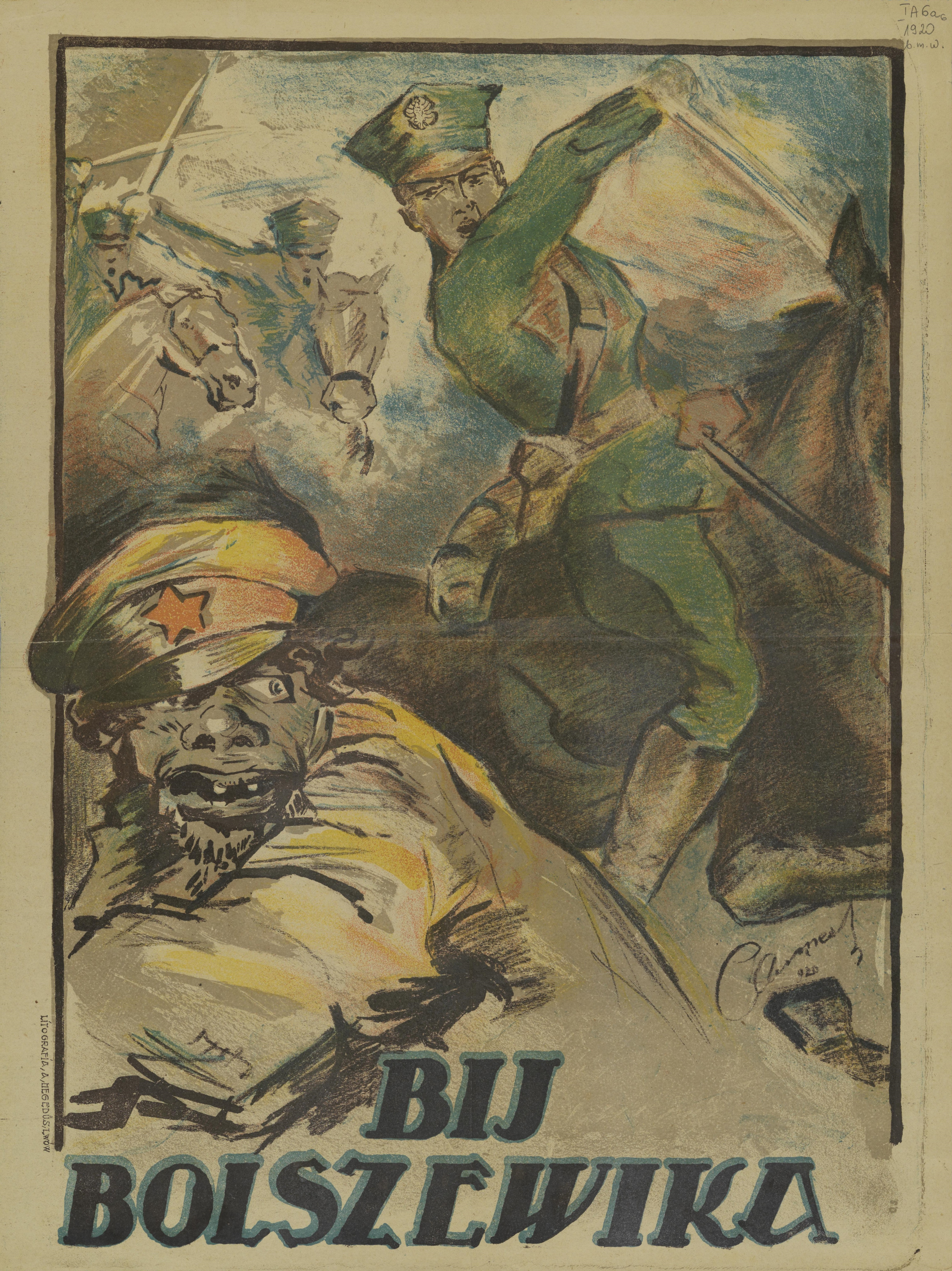
Plakat przedstawia dramatyczną scenę konfrontacji między polskim kawalerzystą a przerażonym żołnierzem bolszewickim. Hasło na dole – "BIJ BOLSZEWIKA" – jest jasnym wezwaniem do walki z bolszewikami.
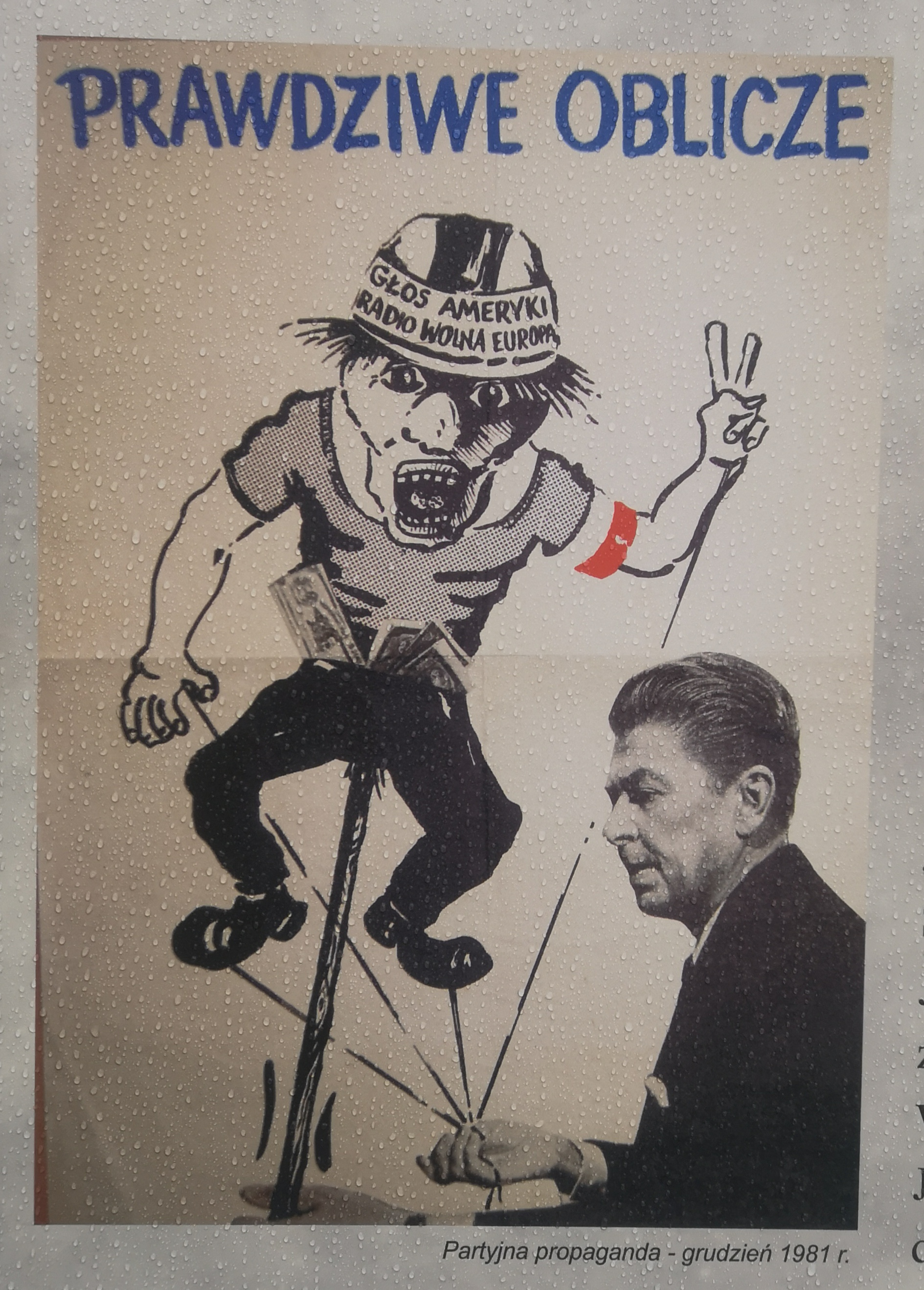
Ten plakat to propaganda komunistyczna z Polski z grudnia 1981 roku, czyli z okresu stanu wojennego. Przedstawia on karykaturalną postać „opozycjonisty” sterowanego przez prezydenta USA Ronalda Reagana jak marionetkę. Napis na górze głosi: „PRAWDZIWE OBLICZE”, sugerując, że rzekomo spontaniczna działalność opozycji (np. „Solidarności”) była w rzeczywistości sterowana z zagranicy – przez Stany Zjednoczone i Radio Wolna Europa. Plakat ma wzbudzać nieufność wobec opozycji, przedstawiając ją jako narzędzie w rękach obcych sił, nieautonomiczną i niepatriotyczną. Komunistyczna władza starała się w ten sposób usprawiedliwić wprowadzenie stanu wojennego, walczyć z poparciem dla opozycji i zneutralizować wpływy zachodnich mediów.
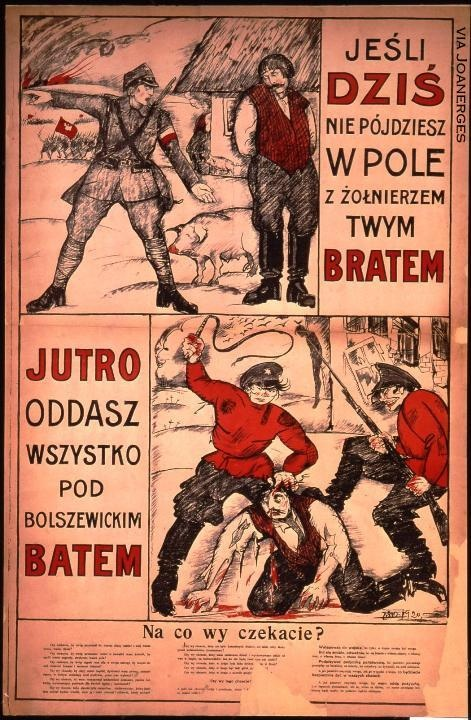
Plakat nawiązuje do wojny z Bolszewikami i nawołuje do działania zbrojnego.

## Przykładowe plakaty propagandowe

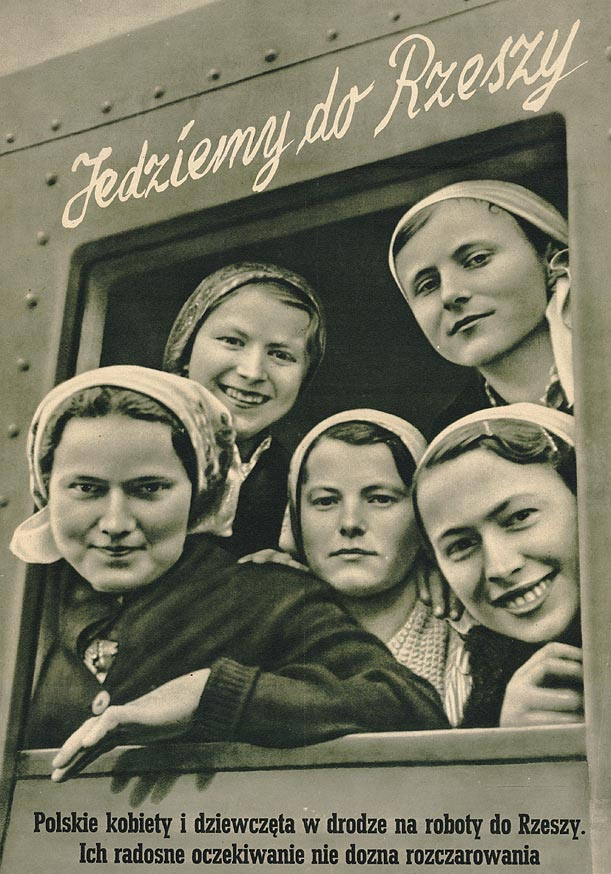
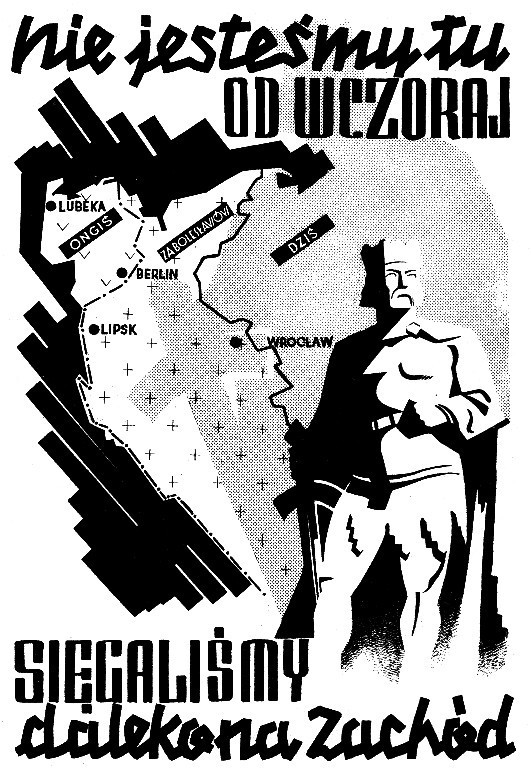
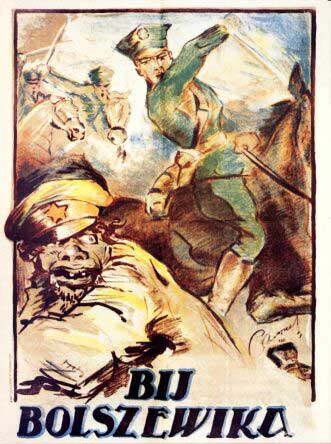
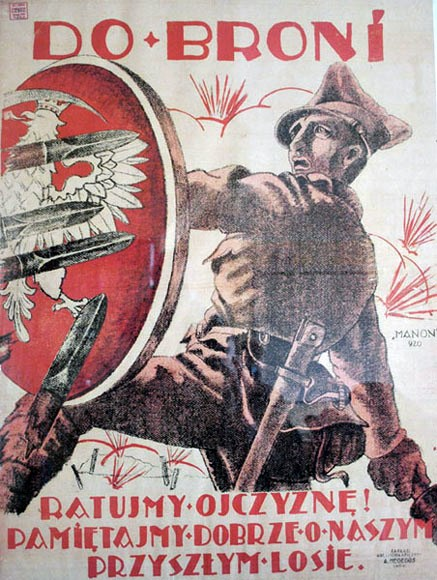
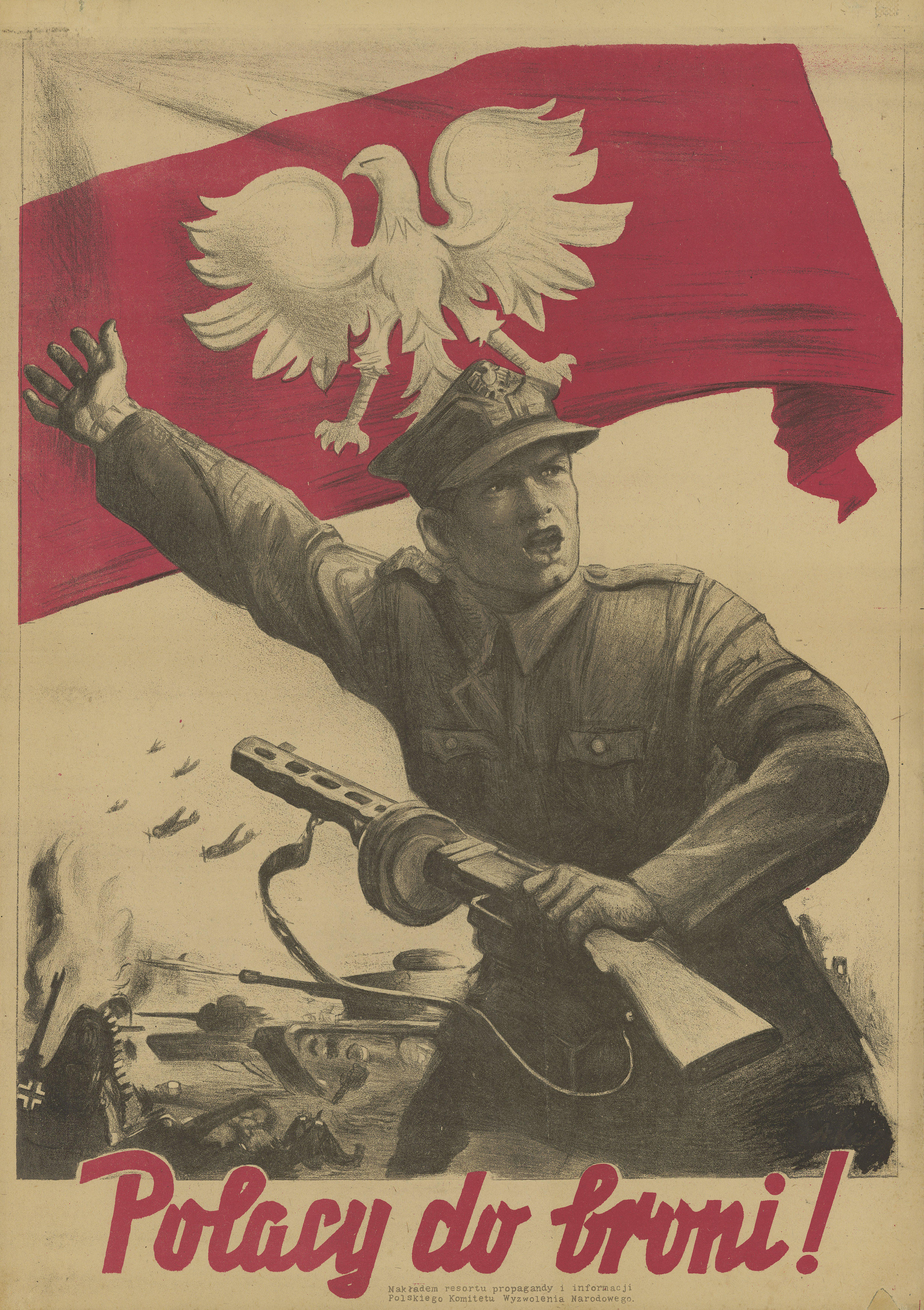
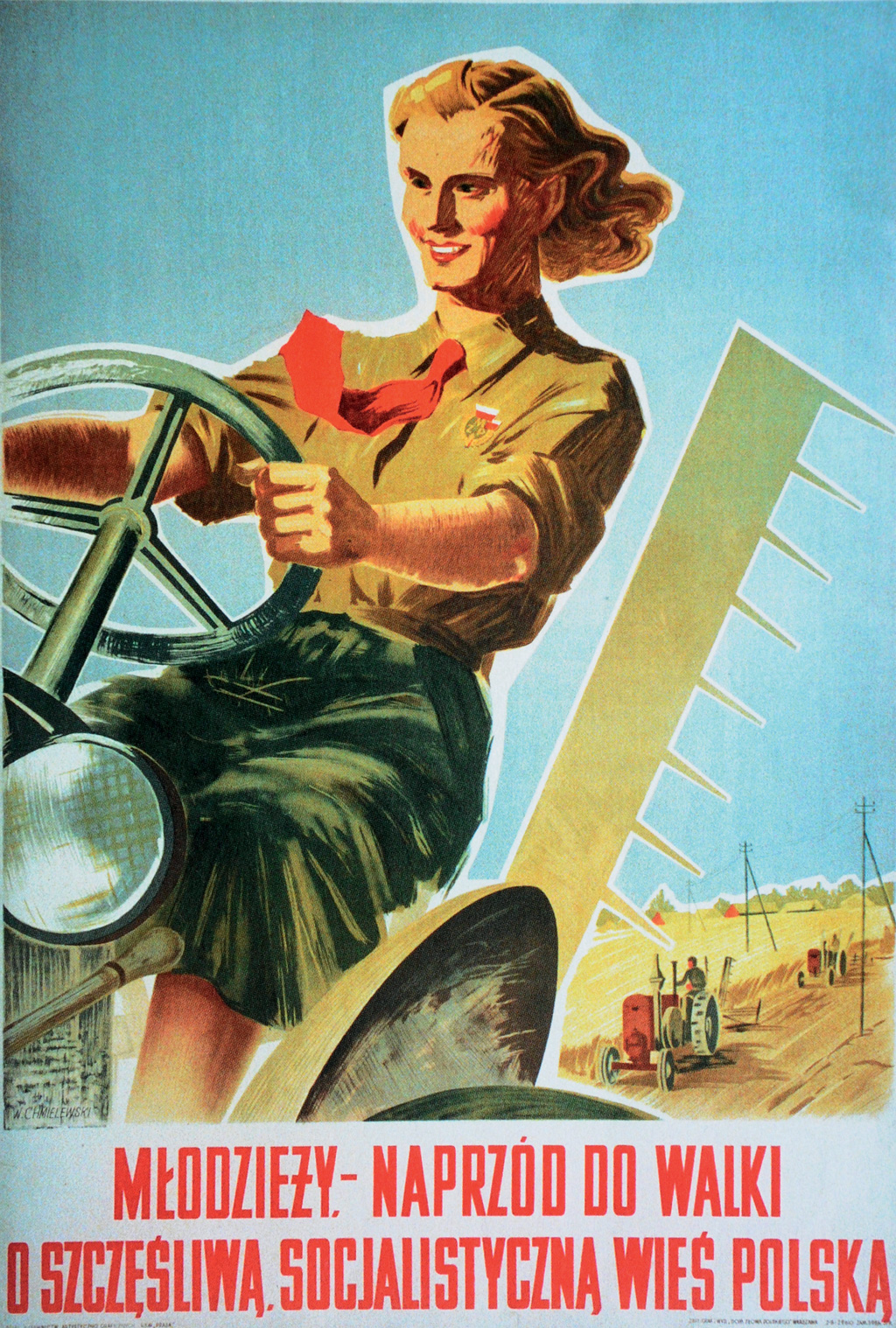
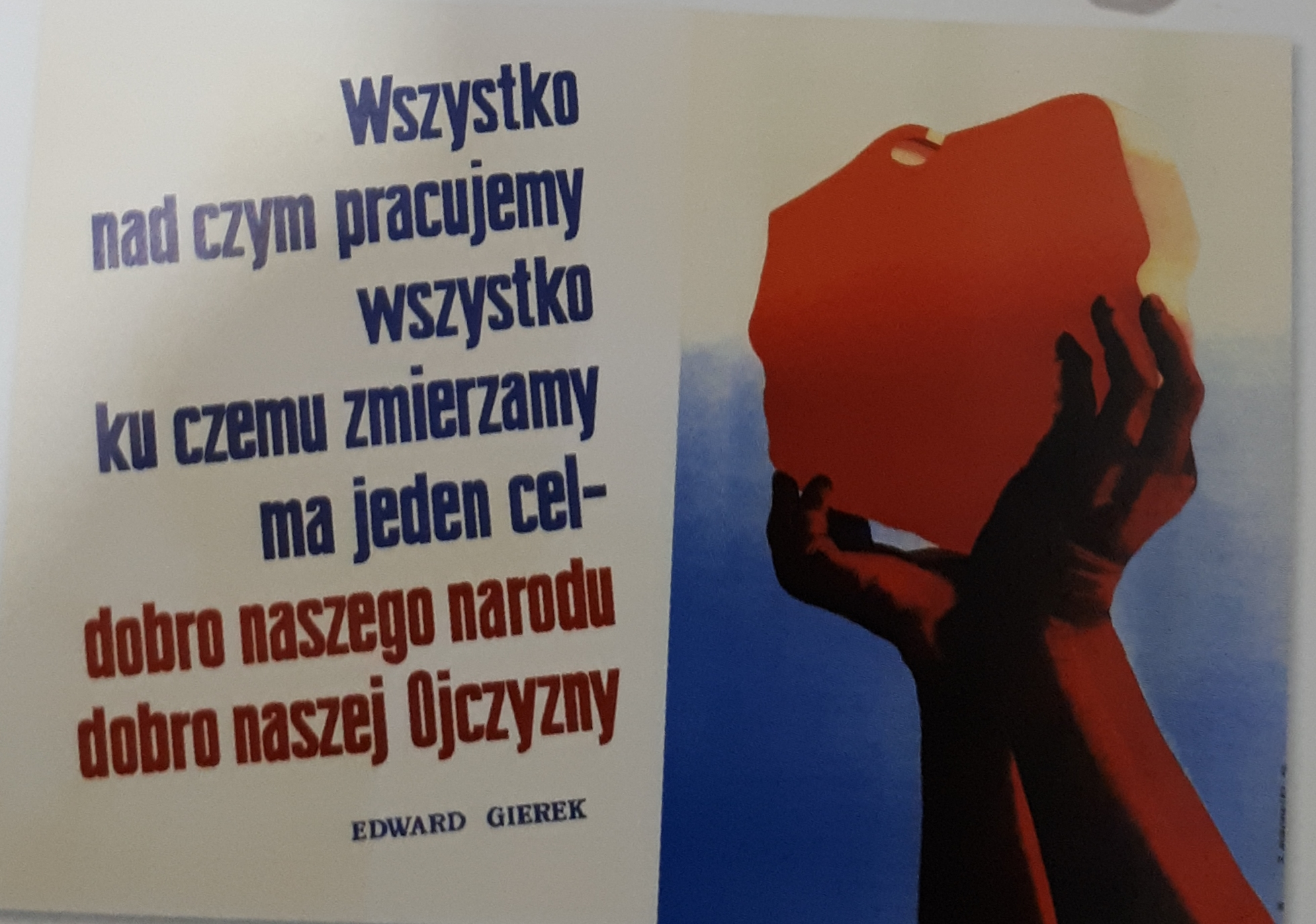
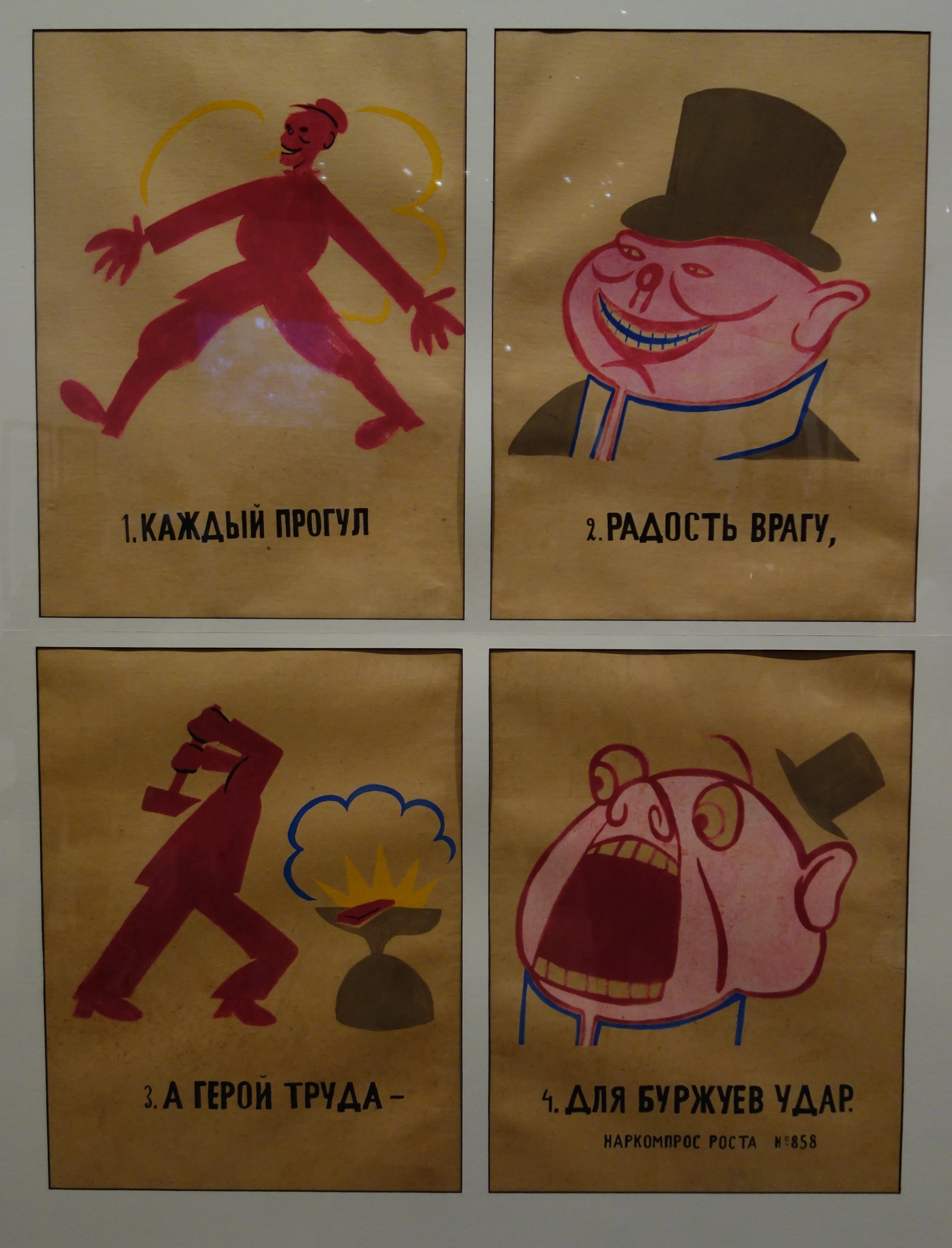
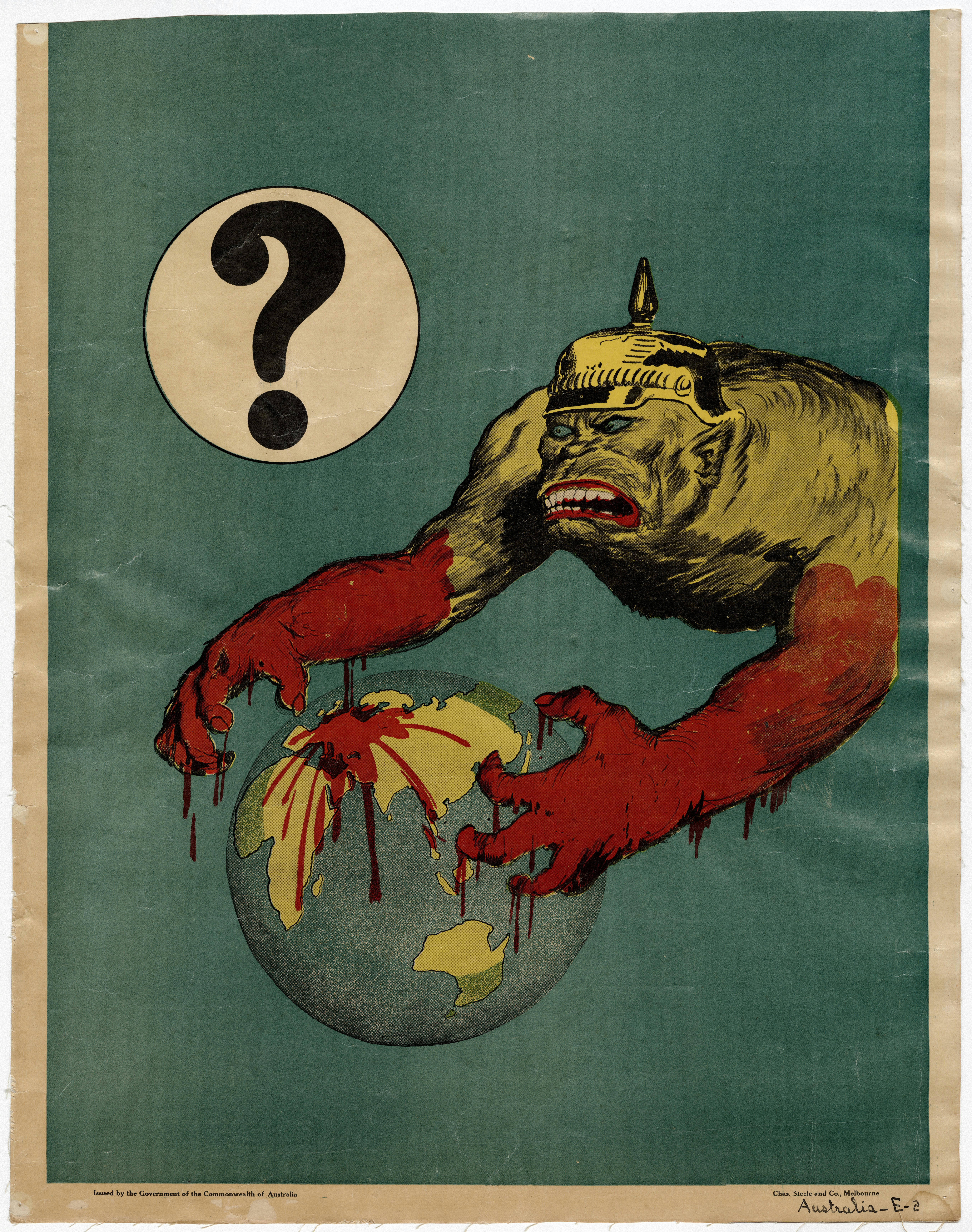
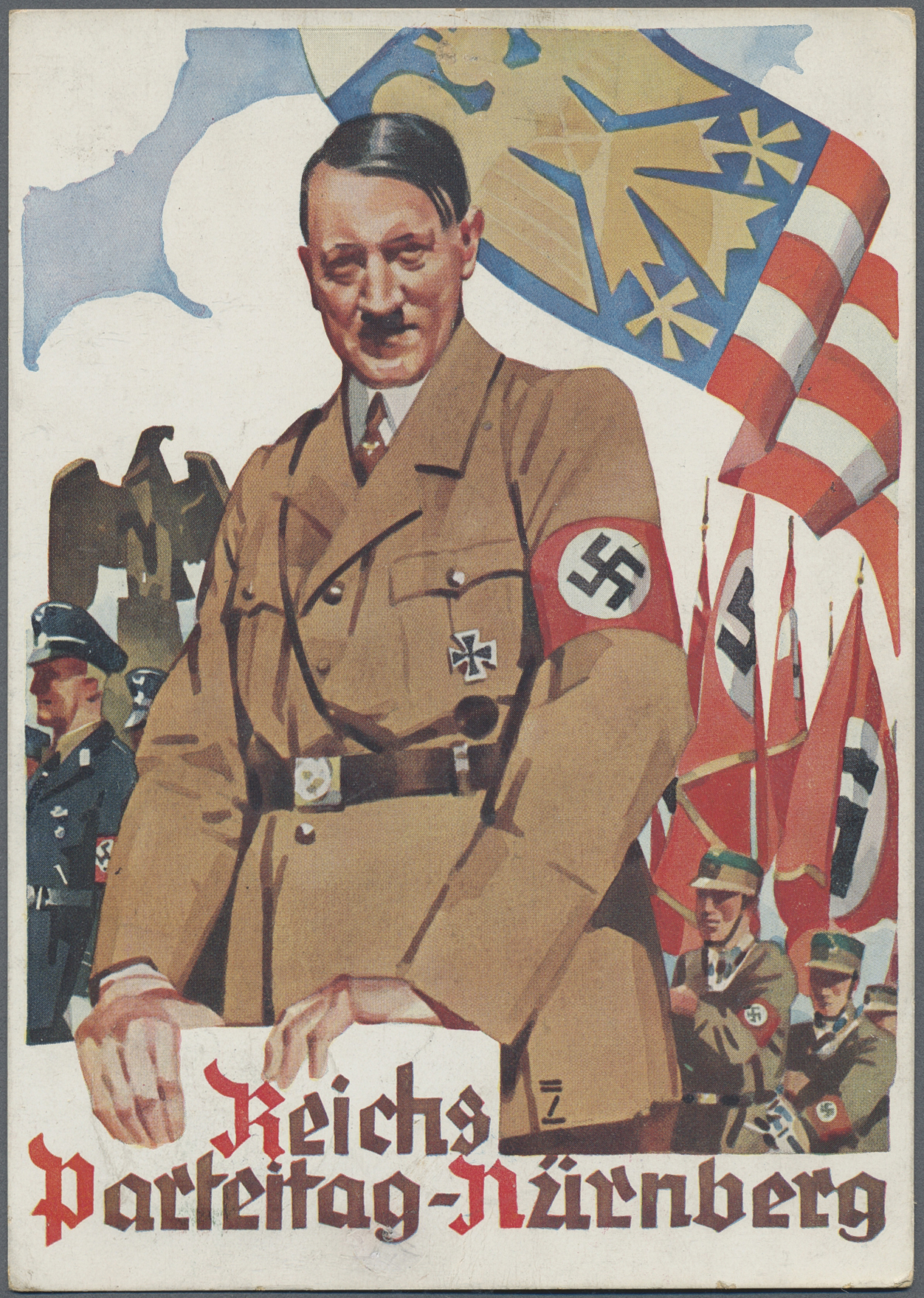
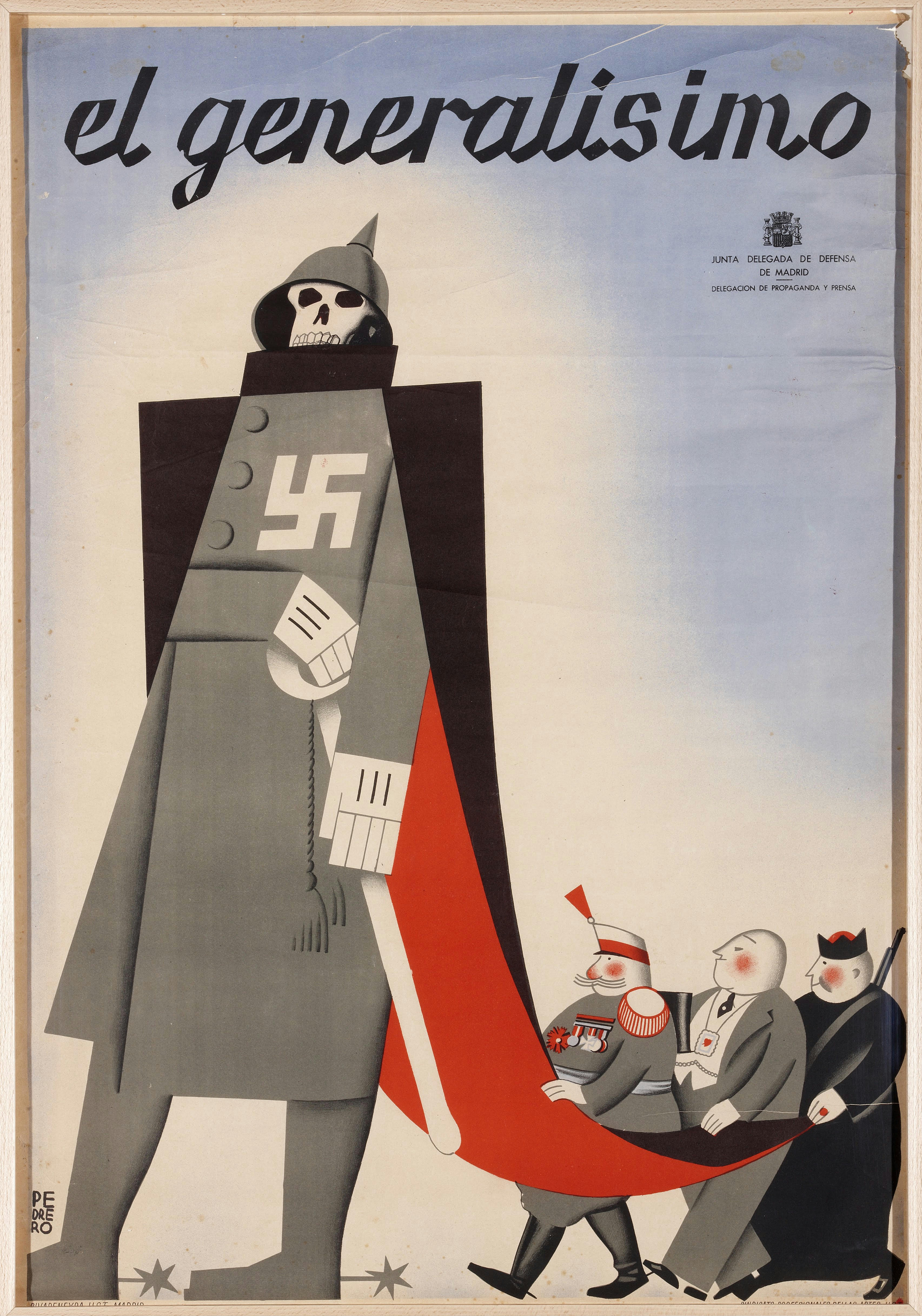
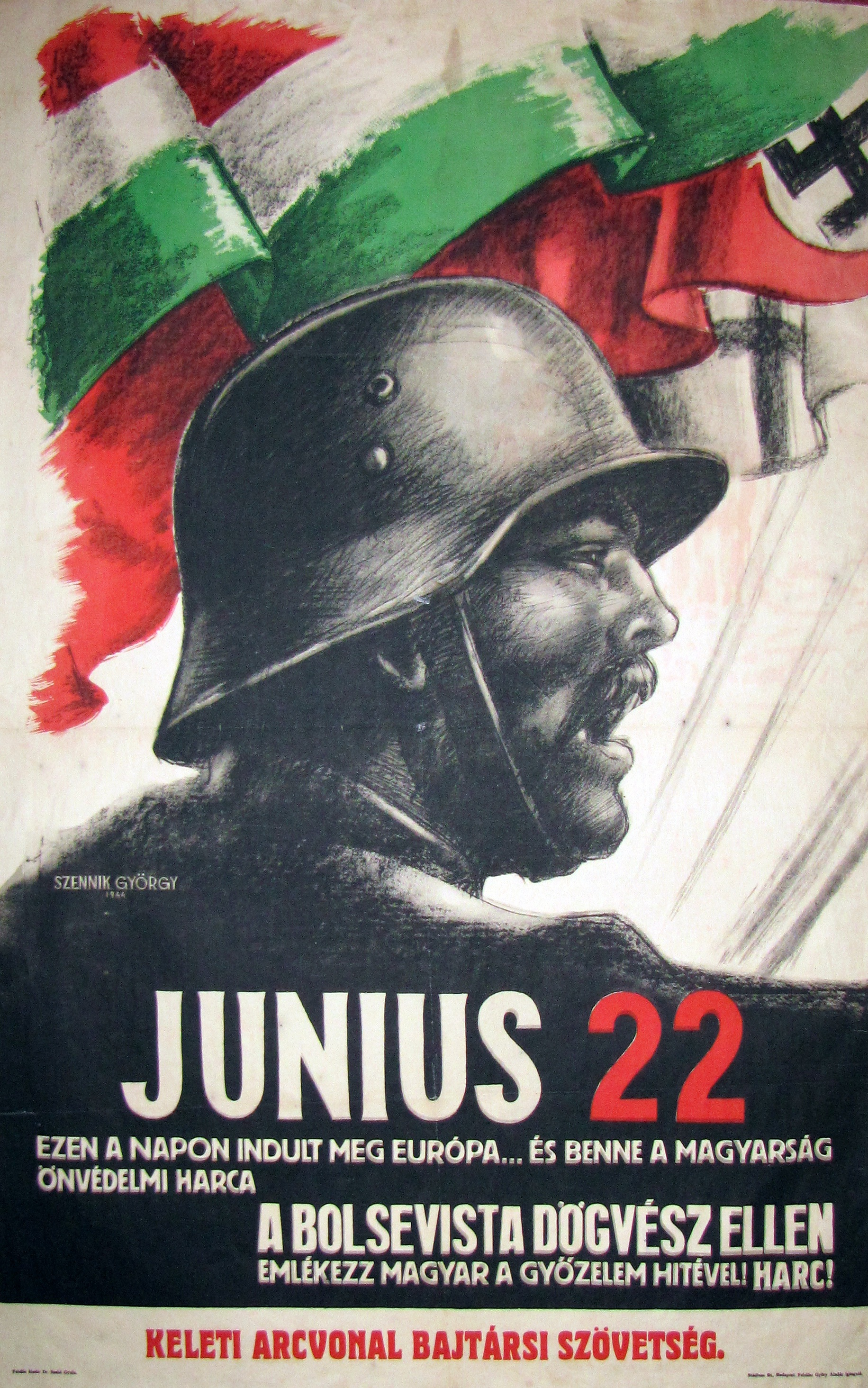
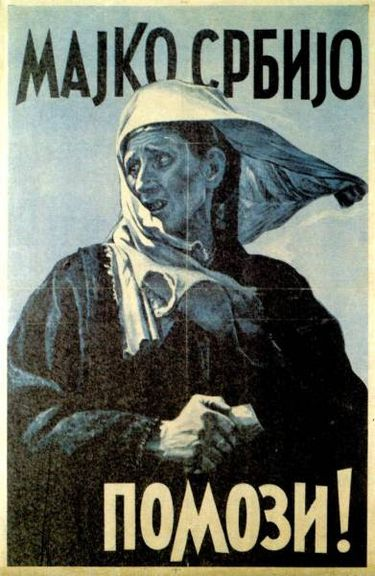
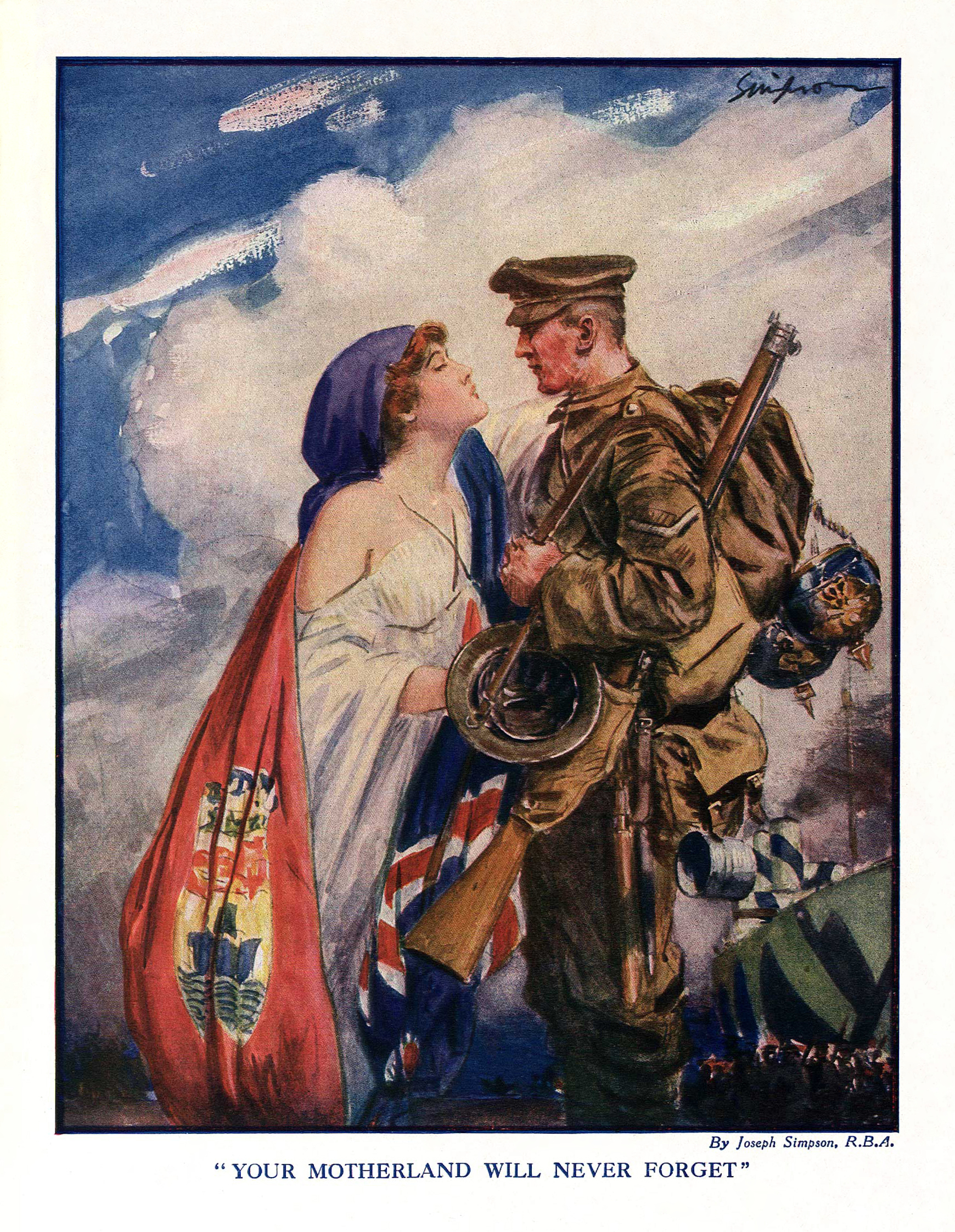
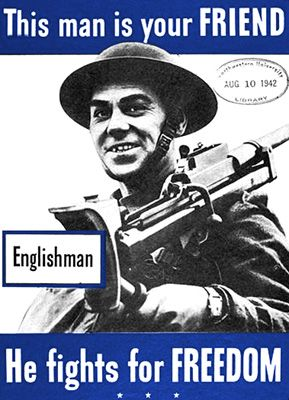
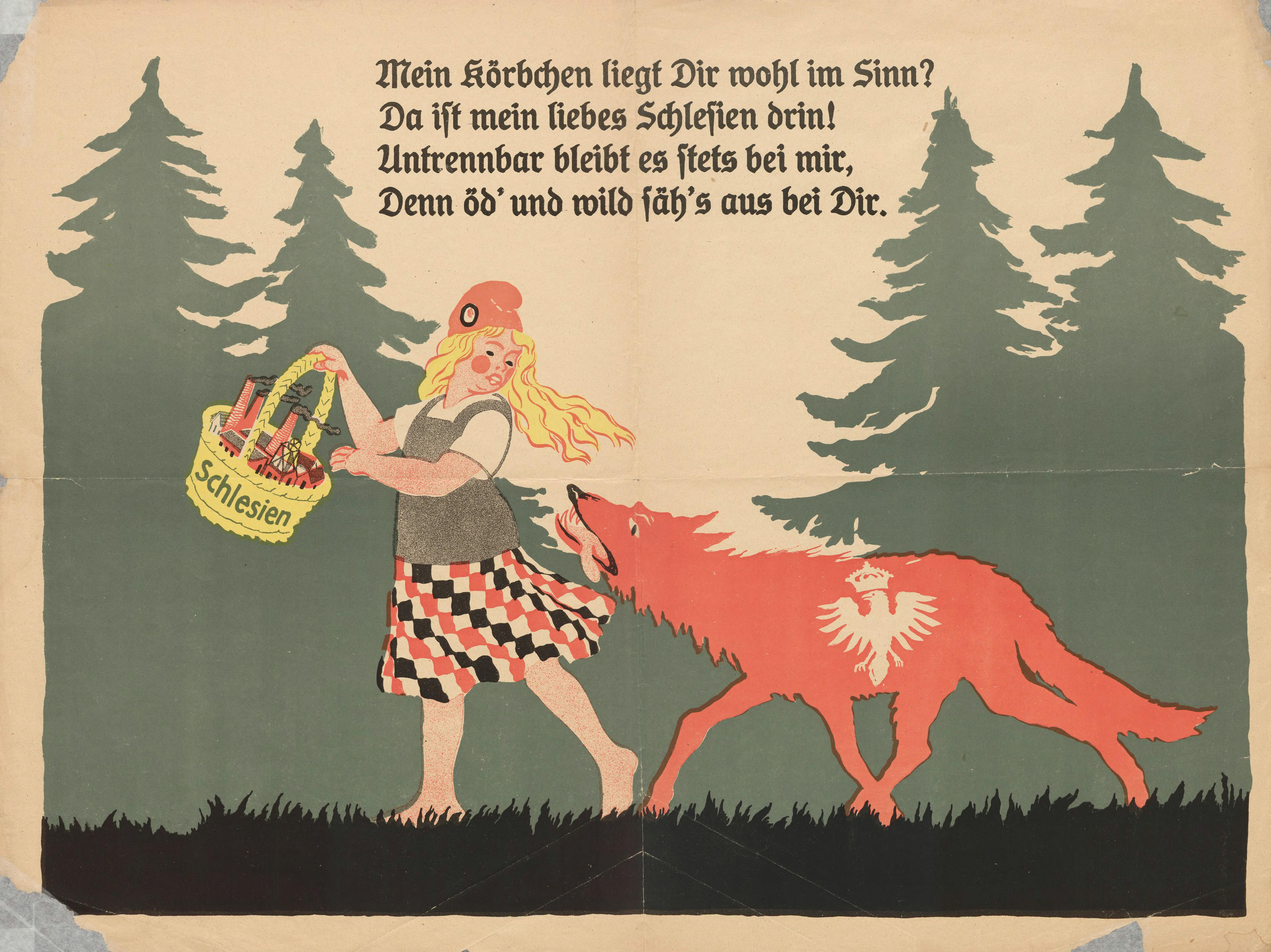